# ألفريدو رولاند أورتيز
ألفريدو رولاند أورتيز هو ملحن كوبي، ولد في 10 ديسمبر 1946.

## وصلات خارجية
- ألفريدو رولاند أورتيز على موقع IMDb (الإنجليزية)
- ألفريدو رولاند أورتيز على موقع ميوزك برينز (الإنجليزية)
- ألفريدو رولاند أورتيز على موقع ديسكوغز (الإنجليزية)